# Municipio de Lebanon (Illinois)
El municipio de Lebanon (en inglés: Lebanon Township) es un municipio ubicado en el condado de St. Clair en el estado estadounidense de Illinois. En el año 2010 tenía una población de 4538 habitantes y una densidad poblacional de 47,93 personas por km².

## Geografía
Según la Oficina del Censo de los Estados Unidos, el municipio tiene una superficie total de 94.67 km², de la cual 94.5 km² corresponden a tierra firme y (0.19%) 0.18 km² es agua.

## Demografía
Según el censo de 2010, había 4538 personas residiendo en el municipio de Lebanon. La densidad de población era de 47,93 hab./km². De los 4538 habitantes, el municipio de Lebanon estaba compuesto por el 81.42% blancos, el 14.39% eran afroamericanos, el 0.24% eran amerindios, el 0.59% eran asiáticos, el 0.11% eran isleños del Pacífico, el 0.62% eran de otras razas y el 2.62% pertenecían a dos o más razas. Del total de la población el 1.96% eran hispanos o latinos de cualquier raza.